# Heteronema mutabile
Heteronema mutabile is een soort in de taxonomische indeling van de Euglenozoa. Deze micro-organismen zijn eencellig en meestal rond de 15-40 mm groot. Het organisme komt uit het geslacht Heteronema en behoort tot de familie Peranemaceae. Heteronema mutabile werd in 1910 ontdekt door Stokes Lemmermann.